# Lophotarsia isis
Lophotarsia isis là một loài bướm đêm trong họ Noctuidae.